# 조엽수림

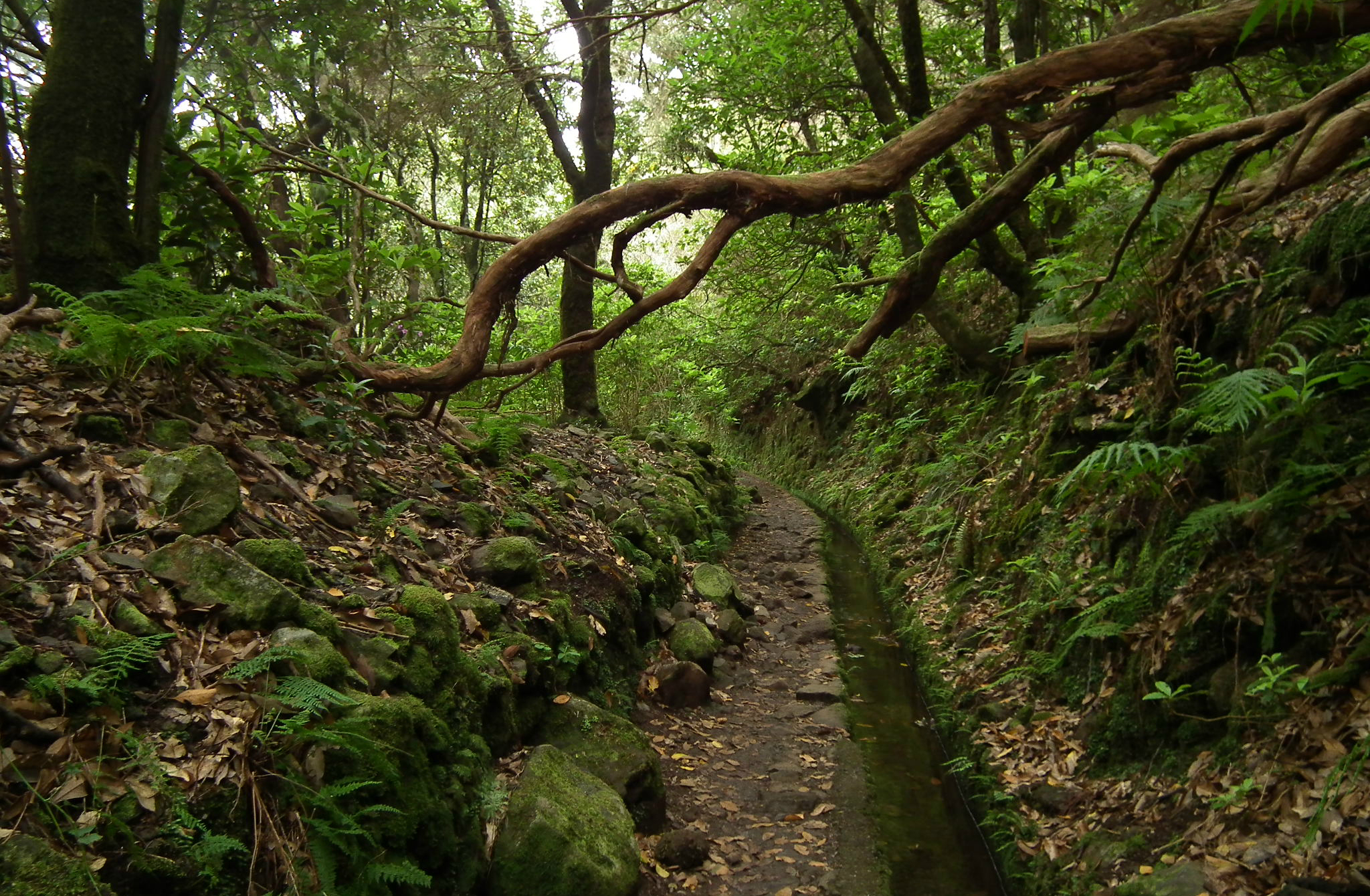
마데이라의 조엽수림.

조엽수림(照葉樹林, laurel forest)은 아열대 삼림의 일종으로, 높은 습도와 상대적으로 안정적이고 온화한 기온을 가진 곳에서 발달한다. 상록 활엽수가 주된 수종이다. 이들 수종의 나뭇잎은 주로 기름진 윤기와 광택이 있다.